# ニダロス級海防戦艦
| ニダロス級海防戦艦 | ニダロス級海防戦艦 |
| ------------------ | --- |
| 写真はグラットン   | |
| 艦級概観           | |
| 艦種               | 海防戦艦 |
| 艦名               | |
| 前級               | ノルゲ級 |
| 次級               | |
| 性能諸元（設計時） | |
| 排水量             | 常備：4,900トン 満載：-トン |
| 全長               | 94.5m |
| 全幅               | 16.8m |
| 吃水               | 5.4m |
| 機関               | ヤーロー式石炭・重油混焼水管缶4基 +三段膨張式レシプロ機関2基2軸推進 |
| 最大 出力          | 4,500hp |
| 最大 速力          | 15.0ノット |
| 航続 距離          | -ノット/-海里（石炭：364トン、重油：171トン） |
| 乗員               | 305名 |
| 兵装               | 24cm（50口径）単装砲2基 15cm（50口径）単装速射砲4基 10cm（-口径）単装高角砲6基 45.7cm単装魚雷発射管4基 |
| 装甲               | 舷側：178mm（水線部）、101mm（上甲板側面） 甲板：25mm（主甲板平面部）、50mm（主甲板傾斜部） 主砲塔：203mm（前盾）、152mm（側盾）、76mm（天蓋） 副砲塔：152mm（前盾）、50mm（天蓋） 主砲バーベット部：203mm（最厚部） 司令塔：203mm（最厚部） |
| 航空 兵装          | なし（1930年：水上機1基） |

ニダロス級海防戦艦 (Nidaros class) は、ノルウェー海軍の海防戦艦の艦級である。本級はイギリスに海外発注されたが、途中でイギリス海軍に接収されてモニターに改造されてしまったことにより、ノルウェー海軍で運用できない艦形にされたために取得しなかった艦級である。

## 概要
本級はノルウェー海軍の1912年度海軍整備計画により2隻の建造が承認され、輸出軍艦に実績のあるイギリスはアームストロング社エルジック造船所に発注され、設計は輸出戦艦「エジンコート」を設計したこともあるダインコートが手がけた。

## 艦形

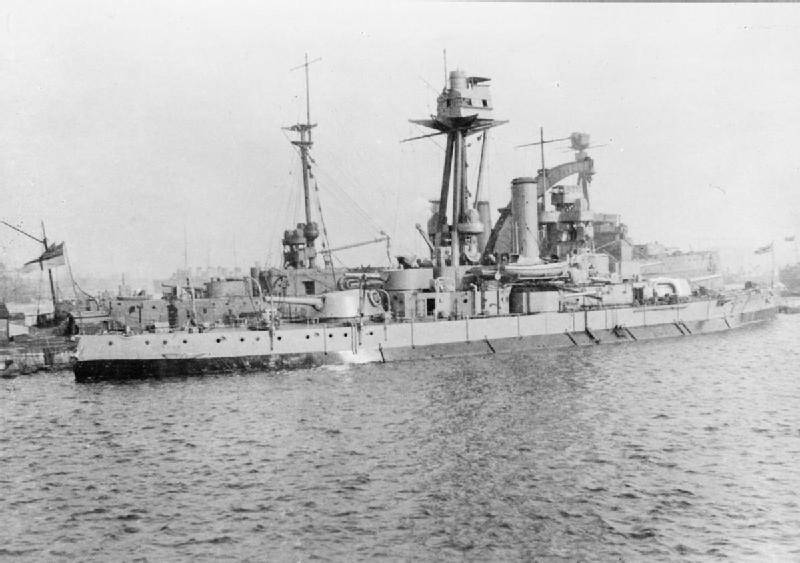
右舷から撮影された「ゴーゴン」時代のニダロス。

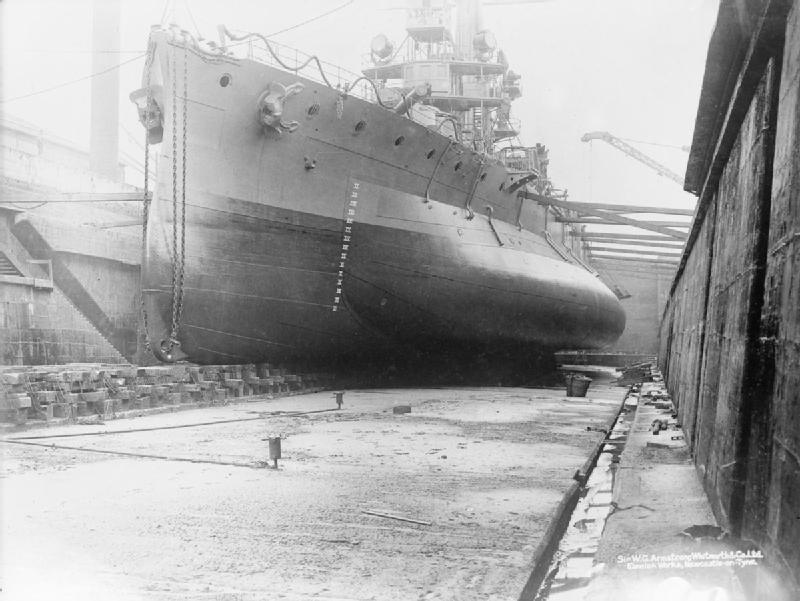
ドック内で撮影された「グラットン」時代のボルグウィン。船体側面に追加されたバルジのためにノルウェー海軍のドックに入れなくなった。

本級の船体形状は当時の主流である平甲板型船体で、艦首水面下に冬は氷に閉ざされるバルト海で行動するために砕氷構造を持ち、艦首から艦尾に向けてなだらかに傾斜する甲板から前向きに「24cm（50口径）砲」を単装砲塔に収めて1基を配置し、その後部に甲板1段分上がって副砲の「15cm（50口径）速射砲」を主砲塔と同形式の単装砲塔に収めて1基を配置していた。艦橋構造は司令塔を下部に組み込んだ箱型で、艦橋を基部として簡素な単脚式の前檣が立つ。その後部から機関区が始まり、1本煙突の周囲は艦載艇置き場となっており、頂上部に見張り所を設けたために前檣よりも大型となった三脚式の後檣の基部に1基ついたジブ・クレーンにより運用される。その後部に後ろ向きの15cm副砲塔が1基、甲板一段分下がって後ろ向きに24cm単装主砲塔が1基配置された。舷側甲板上の中央部には15cm単装副砲塔が片舷1基ずつ配置され、計4基の設計である。
しかし、建造途中にモニターに改造された折に、外洋での安定性確保のために全長の70％に及ぶ長さの大型のバルジが装着されると共に、武装は英国式の規格に変更され、主砲は23.4cm、副砲は15.2cm砲に変更され、高角砲は搭載せず、76.2mm砲と40mmポンポン砲が少数装備された。しかし、この改装により船体幅は設計時の約1.5倍となってしまい、ノルウェー海軍の既存のドックに入れなくなったために第一次世界大戦後にイギリス海軍で本級が不要となった後に、ノルウェー海軍に購入を打診したが、ノルウェー海軍が拒否する大きな理由となってしまった。

## 同型艦
- ニダロス/ゴーゴン

1913年6月11日にエルジック造船所にて起工、1914年6月9日進水、1918年5月1日就役、1918年6月4日竣工。1922年から1928年まで試験用に使用され、1928年にスクラップとして売却。
- ボルグウィン/グラットン

1913年5月26日にエルジック造船所にて起工、1914年8月8日進水、1918年8月31日就役、1918年9月8日竣工。1918年9月16日に爆発事故により喪失。